# نير (أردبيل)
نير (بالفارسية: نیر) هي مدينة تقع فيٍ محافظة أردبيل في إيران في البلدة المركزية. يقدر عدد سكانها بـ 4,818 نسمة .